# Ombudsman bancaire
Un ombudsman bancaire est une personne indépendante, intervenant dans le cadre des différends qui opposent une banque à un ou plusieurs clients.

## Histoire
Le développement de la médiation bancaire date de la fin du XXe siècle. Il s'est fait simultanément à celui des assurances. Le développement du consumérisme face à celui de la vente des produits financiers, conjugués au coût des actions judiciaires ont conduit les pouvoirs publics à intervenir auprès des établissements financiers pour les contraindre à mettre en place des systèmes indépendants de médiation. L'objectif de ce type de système est d'accélérer la résolution des différends, d'assouplir les modalités de recours, d'infléchir les positions dominantes des banques face à leurs clients en difficulté.
Il est cependant entendu que le recours à l'ombudsman ou médiateur de la banque n'est en aucune manière obligatoire et ne saurait exclure la possibilité de faire valoir ses droits en justice.

## Liste d'ombudsmen bancaires
- Rapport des médiateurs des banques et liste des adresses pour les saisir
- Ombudsman des banques suisses : www.bankingombudsman.ch